# 玛丽·多兰·阿贝尔
玛丽·多兰·阿贝尔（法語：Marie Dorin Habert，1986年6月19日—），法国女子冬季两项运动员。她曾代表法国参加2010年、2014年和2018年冬季奥林匹克运动会冬季两项比赛，共获得一枚金牌、一枚银牌和二枚铜牌。